# Rayo Cantabria
Maillots
Actualités
Le Rayo Cantabria, anciennement Racing de Santander B, est un club de football espagnol fondé en 1926 et basé à Santander, en Cantabrie. Il constitue l'équipe réserve du Racing de Santander. Depuis la saison 2021-2022, il évolue en Segunda División RFEF, la quatrième division espagnole.
Il joue ses matchs à domicile au Campo Santi Gutiérrez Calle dans les installations de Nando Yosu.

## Histoire
Le Rayo Cantabria est fondé en 1926 sous le nom de Gimnástica de Miranda car la plupart de ses joueurs étaient originaires de ce quartier. En 1929, le club est fédéré au sein de la Fédération Cantabrique, puis il est renommé Rayo Sport de Miranda en 1931. En 1941, le club change encore une fois de nom, il est renommé Sociedad Deportiva Rayo Cantabria. Après avoir participé de manière indépendante au championnat régional de Cantabrie, le club est promu pour la première fois en 1946 au troisième niveau du football espagnol. La saison suivante, il affronte le plus grand club local, le Racing de Santander (ou Real Santander, comme on l'appelait à l'époque), le Rayo est relégué et le Racing est promu. Au cours de la saison 1950-1951 de la Tercera División (troisième division espagnole), le Rayo affronte l'équipe de jeunes du Racing, le CD Juventud RS (es), et les deux équipes participent aux barrages de relégation. Juventud s'est effondré peu de temps après, et le Rayo est devenu le club-école du Racing.
Le Rayo a ensuite passé 20 années consécutives en troisième division, frôlant la promotion à quelques reprises, tout en s'acquittant de la tâche importante de former de jeunes joueurs locaux, dont certains (notamment Paco Gento, Ico Aguilar, Nando Yosu, Marquitos, Vicente Miera, Tuto Sañudo (es), Juan Carlos, Manolo Preciado et Pedro Munitis) ont connu un grand succès. Le Rayo s'est temporairement dissocié du Racing lors des saisons 1968-1969 et 1969-1970, alors que les deux clubs étaient dans la même division. Après la restructuration du championnat au milieu des années 1970, le Rayo n'a joué qu'une seule autre saison au troisième niveau, la Segunda División B, lors de la saison 1987-1988, où il est relégué.
En 1993, le Rayo est contraint, dans le cadre d'une initiative nationale visant à intégrer officiellement les équipes affiliées dans la structure des clubs professionnels, de changer de nom en Racing de Santander B. Un nouveau Rayo Cantabria (es), qui a commencé à jouer en tant que club indépendant dans les ligues régionales à partir de 1993, a également été affilié au Racing pendant quatre saisons, de 2003-2004 à 2006-2007. Depuis, le Racing B a joué neuf saisons en Segunda B, mais n'a jamais passé plus de deux ans à ce niveau.
En 2018, l'ancien entraîneur Ángel Meñaca a été récompensé par la ville de Santander pour l'ensemble de ses efforts et de ses contributions à la gestion du club.
À l'été 2019, le Racing de Santander a demandé, avec succès, que son équipe réserve soit rebaptisée Rayo Cantabria.

## Saison par saison
- En tant que club-école

| Saison    | Niveau | Division         | Place | Copa del Rey |
| --------- | ------ | ---------------- | ----- | ------------ |
| 1940-1941 | 4      | Primera Regional | 5e    |              |
| 1941-1942 | 3      | Primera Regional | 2e    |              |
| 1942-1943 | 3      | Primera Regional | 4e    |              |
| 1943-1944 | 4      | Primera Regional |       |              |
| 1944-1945 | 4      | Primera Regional |       |              |
| 1945-1946 | 4      | Primera Regional |       |              |
| 1946-1947 | 3      | Tercera División | 4e    |              |
| 1947-1948 | 3      | Tercera División | 13e   | 2e tour      |
| 1948-1949 | 4      | Primera Regional | 7e    |              |
| 1949-1950 | 3      | Tercera División | 17e   |              |
| 1950-1951 | 3      | Tercera División | 16e   |              |
| 1951-1952 | 3      | Tercera División | 3e    |              |
| 1952-1953 | 3      | Tercera División | 13e   |              |
| 1953-1954 | 3      | Tercera División | 7e    |              |
| 1954-1955 | 3      | Tercera División | 5e    |              |
| 1955-1956 | 3      | Tercera División | 5e    |              |
| 1956-1957 | 3      | Tercera División | 9e    |              |
| 1957-1958 | 3      | Tercera División | 3e    |              |
| 1958-1959 | 3      | Tercera División | 2e    |              |
| 1959-1960 | 3      | Tercera División | 7e    |              |

| Saison    | Niveau | Division            | Place | Copa del Rey |
| --------- | ------ | ------------------- | ----- | ------------ |
| 1960-1961 | 3      | Tercera División    | 1er   |              |
| 1961-1962 | 3      | Tercera División    | 4e    |              |
| 1962-1963 | 3      | Tercera División    | 7e    |              |
| 1963-1964 | 3      | Tercera División    | 9e    |              |
| 1964-1965 | 3      | Tercera División    | 8e    |              |
| 1965-1966 | 3      | Tercera División    | 2e    |              |
| 1966-1967 | 3      | Tercera División    | 5e    |              |
| 1967-1968 | 3      | Tercera División    | 9e    |              |
| 1968-1969 | 3      | Tercera División    | 14e   |              |
| 1969-1970 | 3      | Tercera División    | 17e   | 1er tour     |
| 1970-1971 | 4      | Primera Regional    | 4e    |              |
| 1971-1972 | 4      | Primera Regional    | 2e    |              |
| 1972-1973 | 4      | Primera Regional    |       |              |
| 1973-1974 | 3      | Tercera División    | 18e   | 2e tour      |
| 1974-1975 | 4      | Regional Preferente | 5e    |              |
| 1975-1976 | 4      | Regional Preferente | 2e    |              |
| 1976-1977 | 4      | Regional Preferente | 2e    |              |
| 1977-1978 | 4      | Tercera División    | 16e   | 3e tour      |
| 1978-1979 | 4      | Tercera División    | 6e    |              |
| 1979-1980 | 4      | Tercera División    | 9e    |              |

| Saison    | Niveau | Division            | Place | Copa del Rey |
| --------- | ------ | ------------------- | ----- | ------------ |
| 1980-1981 | 4      | Tercera División    | 18e   |              |
| 1981-1982 | 5      | Regional Preferente | 1er   |              |
| 1982-1983 | 4      | Tercera División    | 4e    |              |
| 1983-1984 | 4      | Tercera División    | 17e   | 2e tour      |
| 1984-1985 | 4      | Tercera División    | 5e    |              |
| 1985-1986 | 4      | Tercera División    | 4e    | 2e tour      |
| 1986-1987 | 4      | Tercera División    | 1er   | 2e tour      |

| Saison    | Niveau | Division           | Place | Copa del Rey |
| --------- | ------ | ------------------ | ----- | ------------ |
| 1987-1988 | 3      | Segunda División B | 19e   | 2e tour      |
| 1988-1989 | 4      | Tercera División   | 3e    | 1er tour     |
| 1989-1990 | 4      | Tercera División   | 2e    |              |
| 1990-1991 | 4      | Tercera División   | 5e    |              |
| 1991-1992 | 4      | Tercera División   | 9e    |              |
| 1992-1993 | 4      | Tercera División   | 2e    |              |

- En tant qu'équipe réserve

| Saison    | Niveau | Division           | Place |
| --------- | ------ | ------------------ | ----- |
| 1993-1994 | 4      | Tercera División   | 2e    |
| 1994-1995 | 4      | Tercera División   | 1er   |
| 1995-1996 | 4      | Tercera División   | 2e    |
| 1996-1997 | 4      | Tercera División   | 2e    |
| 1997-1998 | 3      | Segunda División B | 17e   |
| 1998-1999 | 4      | Tercera División   | 1er   |
| 1999-2000 | 4      | Tercera División   | 3e    |
| 2000-2001 | 3      | Segunda División B | 17e   |
| 2001-2002 | 4      | Tercera División   | 2e    |
| 2002-2003 | 3      | Segunda División B | 11e   |
| 2003-2004 | 3      | Segunda División B | 17e   |
| 2004-2005 | 4      | Tercera División   | 1er   |
| 2005-2006 | 3      | Segunda División B | 8e    |
| 2006-2007 | 3      | Segunda División B | 20e   |
| 2007-2008 | 4      | Tercera División   | 2e    |
| 2008-2009 | 3      | Segunda División B | 14e   |
| 2009-2010 | 3      | Segunda División B | 17e   |
| 2010-2011 | 4      | Tercera División   | 3e    |
| 2011-2012 | 4      | Tercera División   | 3e    |
| 2012-2013 | 3      | Segunda División B | 17e   |

| Saison    | Niveau | Division              | Place |
| --------- | ------ | --------------------- | ----- |
| 2013-2014 | 4      | Tercera División      | 8e    |
| 2014-2015 | 4      | Tercera División      | 3e    |
| 2015-2016 | 4      | Tercera División      | 3e    |
| 2016-2017 | 4      | Tercera División      | 5e    |
| 2017-2018 | 4      | Tercera División      | 5e    |
| 2018-2019 | 4      | Tercera División      | 5e    |
| 2019-2020 | 4      | Tercera División      | 3e    |
| 2020-2021 | 4      | Tercera División      | 2e    |
| 2021-2022 | 4      | Segunda División RFEF | 4e    |
| 2022-2023 | 4      | Segunda Federación    | 10e   |
| 2023-2024 | 4      | Segunda Federación    | 5e    |
| 2024-2025 | 4      | Segunda Federación    | 7e    |
| 2025-2026 | 4      | Segunda Federación    |       |

- 34 saisons en Tercera División[Note 1] puis Segunda División B (D3)
- 38 saisons en Tercera División[Note 2] puis Segunda División RFEF / Segunda Federación (D4)

## Palmarès
- Tercera División (5)
  - Champion : 1961, 1987, 1995, 1999 et 2005
  - Vice-champion : 1959, 1966, 1990, 1993, 1994, 1996, 1997, 2002 et 2008.
- Copa RFEF (1)
  - Champion : 1999